# Dorota Anna Krawczyk
Dorota Anna Krawczyk (ur. 7 września 1970) – polska inżynier środowiska, prorektor Politechniki Białostockiej.

## Życiorys
W 1994 uzyskała na Politechnice Białostockiej (PB) dyplom magistra inżyniera w zakresie inżynierii środowiska, specjalność urządzenia sanitarne, specjalizacja ogrzewnictwo i wentylacja na podstawie pracy Analiza celowości modernizacji kotłowni opalanych paliwem stałym na kotłownie opalane paliwem ciekłym na wybranych przykładach. Dwa lata wcześniej ukończyła studium pedagogiczne. W 2001 otrzymała uprawnienia budowlane. W 2005 doktoryzowała się na PB z nauk technicznych w dyscyplinie inżynieria środowiska na podstawie napisanej pod kierunkiem Sławomira Sorki rozprawy Wybrane metody racjonalizacji zużycia paliwa w kotłowniach opalanych paliwem ciekłym i gazowym. W 2018 habilitowała się na PB w dziedzinie nauk technicznych w dyscyplinie inżynieria środowiska Zmniejszenie zapotrzebowania na ciepło w modernizowanych budynkach edukacyjnych w kontekście utrzymania odpowiedniego mikroklimatu pomieszczeń.
Jej zainteresowania naukowe obejmują: emisję spalin w kotłowniach opalanych paliwami płynnymi i zużycie paliw na cele ogrzewania i podgrzewu ciepłej wody użytkowej, ocenę energetyczną budynków i możliwości poprawy charakterystyki energetycznej obiektów, mikroklimat pomieszczeń, wykorzystanie odnawialnych źródeł ciepła w systemach ogrzewania, podgrzewu ciepłej wody i produkcji energii elektrycznej, wykorzystanie gruntowych wymienników ciepła.
Od 1994 była związana zawodowo z Katedrą Ciepłownictwa Wydziału Budownictwa i Inżynierii Środowiska PB. Początkowo jako asystentka, od 2013 jako adiunktka, następnie profesor uczelni w Instytucie Inżynierii Środowiska i Energetyki. W 2023 została kierowniczką Katedry Budownictwa Zrównoważonego i Instalacji Budowlanych. Prorektor PB ds. współpracy międzynarodowej w kadencji 2020–2024 oraz 2024-2028.
Odbyła staże naukowe w Wageningen University & Research w Holandii (1991), University of Cantabria w Hiszpanii (1992), University of Cordoba w Hiszpanii (2014 oraz 2022), staże dydaktyczne na uczelniach litewskich (Wilno, Kowno).
W latach 1994–1999 pracowała także w firmie projektowej, odbyła staże w przedsiębiorstwach Ciepłoprojekt i Jazz-Bud. W 2001 uzyskała uprawnienia budowlane do projektowania  projektowych bez ograniczeń w zakresie sieci i instalacji wodnych, kanalizacyjnych, grzewczych, wentylacyjnych i gazowych.
Koordynatorka kilku projektów międzynarodowych i krajowych.
Członkini Polskiej Izby Inżynierów Budownictwa, World Society of Sustainable Energy Technologies, International Building Performance Simulation Association, European Association for International Education oraz The International Centre for Sustainable Development of Energy, Water and Environment Systems. 